# أفق بوداك
أفق بوداك (26 مايو 1990 بهايدنهايم في ألمانيا - ) هو لاعب كرة قدم ألماني وتركي وأذربيجاني في مركز الدفاع. شارك مع منتخب أذربيجان تحت 21 سنة لكرة القدم ومنتخب أذربيجان لكرة القدم. أما مع النوادي، فقد لعب مع إسكيشهرسبور وغازي عنتاب بي.بي.كي وغازي عنتاب سبور ونادي فرايبورغ وإس إس في أولم 1846 و.

## وصلات خارجية
- أفق بوداك على موقع الاتحاد الأوربي (الإنجليزية)
- أفق بوداك على موقع اتحاد تركيا (لاعب) (الإنجليزية)
- أفق بوداك على موقع قاعدة بيانات كرة القدم.إي يو (الإنجليزية)
- أفق بوداك على موقع ناشيونال فوتبول تيمز (الإنجليزية)
- أفق بوداك على موقع Soccerway.com (الإنجليزية)
- أفق بوداك على موقع عالم كرة القدم.نت (الإنجليزية)